# Gustav Lohmann (Kirchenlieddichter)
Gustav Lohmann (* 31. Januar 1876 in Witten, Provinz Westfalen, Preußen; † 23. Mai 1967 in Stolberg, Nordrhein-Westfalen) war ein deutscher evangelischer Pfarrer und Kirchenliederdichter.

## Leben
Gustav Lohmann wurde am Südrand des Ruhrgebietes geboren, er beendete seine Schullaufbahn mit dem Abitur 1897 in Burgsteinfurt. Er studierte Theologie an den Universitäten Bonn, Berlin und Straßburg. Seit 1897 gehörte er der Burschenschaft Alemannia Bonn an.
Von 1904 bis 1909 war Lohmann Hilfsprediger in verschiedenen Gemeinden der Evangelischen Kirche im Rheinland: Krefeld, Kalk, Kreuznach, Sobernheim, Rosbach, Düsseldorf, Wupperfeld und Lüttringhausen.
In Lüttringhausen dann übernahm er 1909 seine erste Pfarrstelle, die er bis 1919 innehatte, auch als er während des Ersten Weltkrieges zum Wehrdienst eingezogen wurde.
Von 1919 bis 1944 war Lohmann Pfarrer in Stolberg im damaligen Landkreis Aachen. Dass er zum 1. Mai 1933 der NSDAP beigetreten war (Mitgliedsnummer 3.507.872), brachte kirchenpolitische Verwicklungen mit sich. Als zum Ende des Zweiten Weltkrieges die Zivilbevölkerung von Stolberg evakuiert wurde, beauftragte die Kirchenleitung Lohmann mit der Seelsorge an den Evakuierten in Altenkirchen im Westerwald und in Herford. Anfang 1946 trat Lohmann in den Ruhestand, den er in Stolberg verlebte.

## Kirchenlied
Den Text der Strophe 1, 2, 4 und 5 des Kirchenliedes Hilf, Herr meines Lebens dichtete Lohmann im Jahr 1962. Drei Jahre später wurde es als Kirchenlied veröffentlicht und verzeichnete großen Anklang. Ergänzt um eine Strophe von Markus Jenny erhielt das Lied die Aufnahme in das Evangelische Gesangbuch (Nr. 419), wo es mit dem gleichzeitig zu singenden Kanon Siehe, ich bin bei euch alle Tage (von Wolfgang Fischer) abgedruckt wurde. Zuvor fand das Lied bereits Eingang in das katholische Gesangbuch Gotteslob (Nr. 622; in der aktuellen Ausgabe, Verlag Katholisches Bibelwerk GmbH, 2013, findet sich das Lied unter der Nummer 440). Heute ist es auch Bestandteil des Mennonitischen Gesangbuches (Nr. 102). Die Melodie komponierte Hans Puls im Jahre 1962.